# Municipio de Jonesboro
El municipio de Jonesboro (en inglés: Jonesboro Township) es un municipio ubicado en el condado de Craighead en el estado estadounidense de Arkansas. En el año 2010 tenía una población de 54649 habitantes y una densidad poblacional de 241,52 personas por km².

## Geografía
El municipio de Jonesboro se encuentra ubicado en las coordenadas 35°50′52″N 90°41′22″O / 35.84778, -90.68944. Según la Oficina del Censo de los Estados Unidos, el municipio tiene una superficie total de 226.27 km², de la cual 225.02 km² corresponden a tierra firme y (0.56%) 1.26 km² es agua.

## Demografía
Según el censo de 2010, había 54649 personas residiendo en el municipio de Jonesboro. La densidad de población era de 241,52 hab./km². De los 54649 habitantes, el municipio de Jonesboro estaba compuesto por el 76.05% blancos, el 17.6% eran afroamericanos, el 0.37% eran amerindios, el 1.53% eran asiáticos, el 0.04% eran isleños del Pacífico, el 2.44% eran de otras razas y el 1.98% pertenecían a dos o más razas. Del total de la población el 4.57% eran hispanos o latinos de cualquier raza.